# Bahnradsport-Weltmeisterschaften 1913

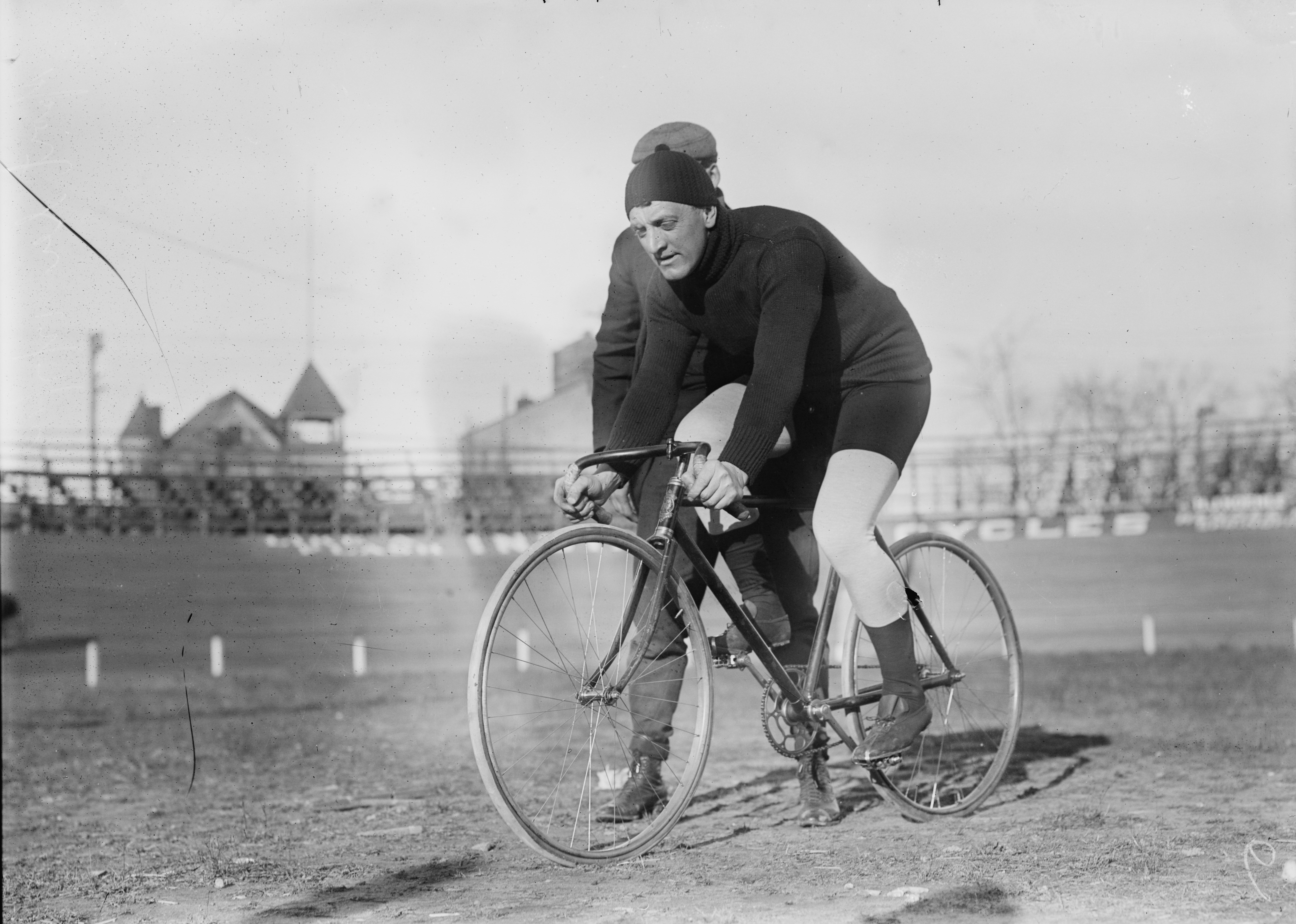
Walter Rütt wurde Weltmeister der Profi-Sprinter.

Sprint-Finale der Amateure (v. l. n. r.): Christel Rode, William Bailey und Harry Ryan

Die Bahnradsport-Weltmeisterschaften 1913 fanden vom 28. bis 31. August 1913 auf der Radrennbahn in Leipzig-Lindenau für die Berufsfahrer und vom 23. bis 24. August in Berlin-Grunewald für die Amateure auf der Bahn im Deutschen Stadion statt.
Wie im Jahre 1908 entschied sich die Union Cycliste Internationale (UCI) für das Jahr 1913 für die beiden deutschen Austragungsorte Berlin und Leipzig. Die Wettkämpfe in Berlin fanden auf der sehr langen Radrennbahn (666,66 Meter) im Deutschen Stadion statt. Das Stadion war für die Olympischen Spiele 1916 errichtet worden, die aber wegen des Ersten Weltkriegs nicht zur Austragung kamen. Am Start waren 50 Amateurfahrer aus zehn Ländern, darunter allerdings 33 deutschen Fahrer, von denen wiederum 27 aus Berlin kamen. Trotz dieser zahlenmäßigen Übermacht wurden zwei Engländer Weltmeister; William Bailey gelang damit der vierte Titelgewinn bei den Amateur-Sprintern.
Bei den Profi-Sprintern wurde der Deutsche Walter Rütt, auch ein populärer Sechstagefahrer, Weltmeister. Steher-Weltmeister wurde der Franzose Paul Guignard. Der Deutsche Richard Scheuermann, der den dritten Platz belegte, verunglückte nur wenige Wochen später in Köln tödlich.
Berufsfahrer
| Disziplin                | Platz | Land            | Athlet              |
| ------------------------ | ----- | --------------- | ------------------- |
| Sprint über 2000 m       | 1     | Deutsches Reich | Walter Rütt         |
|                          | 2     | Dänemark        | Thorvald Ellegaard  |
|                          | 3     | Frankreich      | André Perchicot     |
| Steherrennen über 100 km | 1     | Frankreich      | Paul Guignard       |
|                          | 2     | Frankreich      | Jules Miquel        |
|                          | 3     | Deutsches Reich | Richard Scheuermann |

Amateure
| Disziplin                | Platz | Land                   | Athlet         |
| ------------------------ | ----- | ---------------------- | -------------- |
| Sprint über 1000 m       | 1     | Vereinigtes Königreich | William Bailey |
|                          | 2     | Vereinigtes Königreich | Harry Ryan     |
|                          | 3     | Deutsches Reich        | Christel Rode  |
| Steherrennen über 100 km | 1     | Vereinigtes Königreich | Leon Meredith  |
|                          | 2     | Deutsches Reich        | Axel Beyer     |
|                          | 3     | Niederlande            | Cor Blekemolen |